# دینو گیفورد
دینو گیفورد (انگلیسی: Dino Gifford; ۶ ژانویهٔ ۱۹۱۷ – ۵ نوامبر ۲۰۱۳) بازیکن فوتبال اهل ایتالیا بود.
از باشگاه‌هایی که در آن بازی کرده‌است می‌توان به باشگاه فوتبال لیورنو و باشگاه فوتبال مودنا اشاره کرد.